# Okres Mürzzuschlag

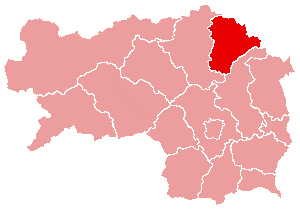
Poloha okresu ve Štýrsku

Mürzzuschlag je bývalý okres na severovýchodě rakouské spolkové země Štýrsko. Jeho rozloha byla 848,86 km². K roku 2001 zde žilo 42 943 obyvatel. Sídlem okresu bylo město Mürzzuschlag, druhým městem je Kindberg. Sousedilo se spolkovou zemí Dolní Rakousko a se štýrskými okresy Bruck an der Mur a Weiz. Okres zanikl 31. prosince 2012, spojením s okresem Bruck an der Mur vznikl Bruck-Mürzzuschlag. 